# Il giuoco dei sensi
Il giuoco dei sensi è un film italo/svizzero del 2001 per la regia di Enrico Bernard; la location del film è la Svizzera.
Oltre che uscire in sala, il film esce anche in home video.

## Trama
È ambientato in una valle montana; la diga rischia in quanto è minacciata dalla dinamite. Parallelamente c'è un gioco di coppie, tradimenti e sotterfugi. La valle va salvata dalla distruzione, quindi Regina deve fermare la mano folle del suo amante; il coraggio e la forza che la contraddistingue la farà gettare a capofitto nel pericolo.